# Isabella de Beauchamp
Isabella de Beauchamp († um 30. Mai 1306) war eine englische Adlige.
Isabella entstammte der Familie Beauchamp. Sie war die älteste Tochter von William de Beauchamp, 9. Earl of Warwick und von dessen Frau Maud de Furnivall, der ältesten Tochter von John fitz Geoffrey. In erster Ehe heiratete sie vor 1281 Patrick de Chaworth, der nach dem Tod seines Bruders Payn 1279 Lord der walisischen Herrschaft Kidwelly geworden war. Nachdem ihr Mann jedoch bereits 1283 gestorben war, heiratete sie 1285 in zweiter Ehe Hugh le Despenser, 2. Baron Despenser, der zu dieser Zeit noch ein kleiner Adliger war. Despenser hatte erst vier Jahre zuvor die Besitzungen seines 1265 im Kampf gegen den König gefallenen gleichnamigen Vaters Hugh le Despenser, 1. Baron le Despenser zurückerhalten. Die Heirat fand ohne die erforderliche Erlaubnis von König Eduard I. statt, so dass ihr Mann zu einer Strafzahlung in Höhe von 2000 Mark verurteilt wurde. Ihr Mann wurde 1295 als Baron Despenser vom König zu einem Parlament berufen. Sie starb 1306, noch bevor ihr Mann und ihr Sohn Hugh Karriere als Günstlinge von König Eduard II. machten.
Aus ihrer ersten Ehe hatte sie eine Tochter:
- Maud ⚭ Henry of Lancaster, 3. Earl of Lancaster

Aus ihrer zweiten Ehe hatten sie mehrere Kinder, darunter:
- Hugh le Despenser ⚭ Eleanor de Clare
- Aline le Despenser († um 1353) ⚭ Edward Burnell, 1. Baron Burnell
- Isabel le Despenser († 1334)

1. ⚭ Gilbert de Clare, Lord of Thomond
2. ⚭ John Hastings, 1. Baron Hastings
3. ⚭ Ralph de Monthermer, 1. Baron Monthermer